# Seskarö-upproret
Seskarö-upproret tog sin början på Seskarö den 25 maj 1917 och var en del av de svenska hungerupproren 1917. På Seskarö, en ö i Haparanda skärgård 25 kilometer sydväst om Haparanda, rådde det matransoneringar och misstankar fanns om att bagarna på ön undanhöll livsmedel som de sålde på Haparandas svartabörsmarknad. Arbetarna tvångsköpte livsmedel och polis tillkallades, men kördes bort från ön av befolkningen. Detta föranledde svensk militär att ingripa mot de hungrande på Seskarö. 

## Förhistoria
1917 hade Seskarö omkring 2 900 mantalsskrivna invånare. Under sågverkens utlastningssäsong var cirka 600, plus ett varierande antal, säsongarbetare. Här uppstod under våren diskussioner bland arbetarna vid Granviks sågverk om det allt mer försvårade livsmedelsläget. Genom landshövdingens försorg hade det kommit en vagnlast med potatis som räckte till 3–5 kg per person. En stor del var skämd, och det som var ätbart gick snabbt åt. Handelsföreningen Framgång hade fått en sändning av 2 000 kg kålrötter av vilka 2/3 var oätbara. Partiet var i ruttnande tillstånd redan vid framkomsten. Arbetarna hade haft stora svårigheter att få ut sina påbrödskort, och några sporadiska tvångsköp hade skett i olika affärer redan i slutet av april. Hungern var utbredd.
Fredagkvällen den 25 maj 1917 hölls ett möte i Folkets hus, vid vilket läget diskuterades. Sågverksarbetarna på ön menade att två bagare hade betydande brödlager från tiden före ransoneringen, och att bagarna brukade sälja delar av lagret på Haparandas svartabörsmarknad. Efter mötet begav sig ett hundratal av mötesdeltagarna till Oskar Janssons bageri – som var olåst på grund av att arbetet pågick – och genomförde tvångsköp. I bageriet fanns en bageriarbetare som på intet sätt försökte hindra brödköpen. Troligen var Jansson underrättad och hans frånvaro betraktades som ett tyst medgivande, ty han varken anmälde eller skrev på en anmälan till allmän åklagare om saken. Samma kväll försökte ett antal personer ta sig in i ett annat bageri, vilket först misslyckades. Nästa dag lyckades detta. Denne bagare polisanmälde tvångsköpet och angav 16 arbetare, varpå tillförordnade länsmannen anlände till ön den 27 maj. Polisen hämtade fyra till förhör och flera hundra arbetare samlades utanför för att hindra polisen att ta med dem till Haparanda. Arbetarna ansåg att tvångsköpen var en kollektiv handling och att ingen enskild skulle bli syndabock för detta.
| ”                       | Till allmänna åklagaren Till laga åtal får jag härmed anmäla arbetarne Karl Oskar Sandin, Sekel Elfve Nordenstrand, Arvid Kuure, Oscar Isaksson, Karl Johan Kääntönen, Karl Valfrid Holmberg, Gustaf Wallgren, Gottfrid Källberg, Anders Gustafsson, Gunnar Bergström, Oskar Kääntönen, Johan Heiskanen, Sigurd Kummu, Isak Brushane, Per August Forsberg och Karl Verner Blom, alla från Seskarö för det de jämte en del andra personer lördagen den 26 dennes med våld inträngt i mitt tillåsta bageri och därstädes tillägnat sig 540 kilogram bröd värdt 381 kr 80 öre. I bageriet hade kvarlämnats 352 kronor 67 öre. | „ |
| – Klockare 1967, s. 90f | |   |

De dömdes den 22 december 1917 att böta 15 kronor var till Kronan.

## Bataljen
Den 30 maj 1917 anlände 50 man ur neutralitetsvakten i Haparanda, bestående av trupp ur Västernorrlands regemente under befäl av kapten Wenzel Falk, till Seskarö. Vid tiotiden på förmiddagen den 31 maj anlände Grängesbergsbolagets isbrytare Simson och lade till vid Sandviks ångbåtsbrygga. Ombord befann sig två kompanier infanteri, ett kulsprutekompani samt några sjukvårdare. Befälhavare var major Erik Grafström från I 19. Utom gevär medfördes fyra kulsprutor och 60 lådor ammunition. Varje man var utrustad med 50 skarpa skott. Totalt sattes en styrka om 475 man in och ett hundratal skott avlossades. Några av soldaterna övermannades och fråntogs sina vapen. En mera omfattande eldstrid avvärjdes emellertid. 
Bataljens rättsliga efterspel ledde till att 8 civilister straffades med fängelse mellan 3 och 5 månader för upplopp. Manskap och befäl ställdes inför krigsrätt, dock utan att några fällande domar avkunnades.

## I populärkulturen
- Händelsen omsjungs i Euskefeurats sång "Seskarövisan" från albumet Ägge borte katta från 1982.
- Punkbandet Pöbeln har även gjort en låt med titeln Seskarö 1917.
- I tältprojektet handlar Revolutionsoperan om bland annat Seskarö-upproret.